# Omloop van het Houtland
Omloop van het Houtland Middelkerke-Lichtervelde är ett belgiskt endagslopp i landsvägscykling som avhållits sedan 1945 i Lichtervelde i provinsen Västflandern. Loppet går i september och ingår sedan 2010 i UCI Europe Tour, klassificerat som 1.1. 2002 ingick loppet som etapp 1 av Circuit Franco-Belge.
Loppet skall inte blandas samman med Omloop van het Houtland Torhout som kördes från 1933 till 1971 med start och mål i Torhout.
Houtland ("skogsland") är ett område i Västflandern som sedan år 2000 är ett "regionallandskap" (Regionaal Landschap).

## Podieplaceringar
| År   | Guld                                              | Silver                                            | Brons                   |
| 1945 | André Maelbrancke                                 | Georges Desplenter                                | Arthur Mommerency       |
| 1946 | Roger De Corte                                    | Richard Depoorter                                 | Lucien Mathys           |
| 1947 | Adolf Verschueren                                 | Michel van Elsue                                  | Irene de Keyser         |
| 1948 | Albert Anutchin                                   | Omer Huwel                                        | Emmanuel Thoma          |
| 1949 | André Pieters                                     | Albert Ramon                                      | Jean Laroye             |
| 1950 | André Maelbrancke                                 | Valère Ollivier                                   | Albert Sercu            |
| 1951 | André Maelbrancke                                 | André Declerck                                    | Gentiel Vermeersch      |
| 1952 | Valère Ollivier                                   | Willem Labaere                                    | R. van Kerckhoven       |
| 1953 | Arthur Mommerency                                 | André Pieters                                     | André Noyelle           |
| 1954 | Lucien Victor                                     | René Janssens                                     | Camilius Demunster      |
| 1955 | Roger De Corte                                    | Firmin Bral                                       | André Pieters           |
| 1956 | Leon Van Daele                                    | Firmin Bral                                       | Willy Truye             |
| 1957 | Gilbert Desmet                                    | Roger Verplaetse                                  | Rik Van Looy            |
| 1958 | Gilbert Desmet                                    | Roger De Corte                                    | Norbert Kerckhove       |
| 1959 | Arthur Decabooter                                 | Jan Zagers                                        | Johnny Deleye           |
| 1960 | Michel Stolker                                    | Arthur Decabooter                                 | Frans De Mulder         |
| 1961 | Roland Aper                                       | Marcel Ongenae                                    | André Assez             |
| 1962 | Norbert Kerckhove                                 | Laurent Christiaens                               | Joseph Planckaert       |
| 1963 | Robert van de Caveye                              | Romain Van Wynsberghe                             | Emiel Lambrecht         |
| 1964 | Arthur Decabooter                                 | Georges Decraeye                                  | Antoon Declercq         |
| 1965 | Gilbert Desmet                                    | Jaak De Boever                                    | Georges van Den Berghe  |
| 1966 | Walter Boucquet                                   | Eddy van Oudenaerde                               | Gilbert Desmet          |
| 1967 | Jan Boonen                                        | Rik Van Looy                                      | Daniel Van Ryckeghem    |
| 1968 | Walter Boucquet                                   | Tony Daelemans                                    | Willy Donie             |
| 1969 | Noël Van Clooster                                 | Freddy Decloedt                                   | Wim Dubois              |
| 1970 | Roger De Vlaeminck                                | Daniel Van Ryckeghem                              | Willy Maes              |
| 1971 | André Dierickx                                    | Etienne Buysse                                    | Luc van Goidsenhoven    |
| 1972 | Patrick Sercu                                     | Tony Gakens                                       | Jaak De Boever          |
| 1973 | Marc Lievens                                      | Pol Lannoo                                        | Gerry Catteeuw          |
| 1974 | Willy Planckaert                                  | José Vanackere                                    | Serge Vandaele          |
| 1975 | Eddy Cael                                         | André Dierickx                                    | Fernand Hermie          |
| 1976 | Lieven Malfait                                    | Eric Jacques                                      | José Vanackere          |
| 1977 | Marc Demeyer                                      | Eddy Vanhaerens                                   | Sean Kelly              |
| 1978 | Herman Van Springel                               | Eddy Cael                                         | Alain de Roo            |
| 1979 | Alain de Roo                                      | Adri Schipper                                     | Eddy Cael               |
| 1980 | Walter Planckaert                                 | Yvan Lamote                                       | Ronny Van Marcke        |
| 1981 | Rudy Pevenage                                     | Willy Scheers                                     | Werner Devos            |
| 1982 | Michel Pollentier och Eddy Vanhaerens (dött lopp) | Michel Pollentier och Eddy Vanhaerens (dött lopp) | Alain Desaever          |
| 1983 | Ronny Van Marcke                                  | Werner Devos                                      | Eddy Vanhaerens         |
| 1984 | Ludo Frijns                                       | Jacques Hanegraaf                                 | Dirk Demol              |
| 1985 | Yvan Lamote                                       | Dirk Clarysse                                     | Sylvester Aarts         |
| 1986 | Willem Wijnant                                    | Dirk Demol                                        | Werner Devos            |
| 1987 | Hendrik Redant                                    | Paul Haghedooren                                  | Yvan Lamote             |
| 1988 | Danny Janssens                                    | Frank Hoste                                       | Gino de Backer          |
| 1989 | Jan Bogaert                                       | Pascal Elaut                                      | Johan Devos             |
| 1990 | Johan Museeuw                                     | Patrick Verschueren                               | Patrick Hendrickx       |
| 1991 | Didier Priem                                      | Wiebren Veenstra                                  | Johan Devos             |
| 1992 | Johan Devos                                       | Ferdi Dierickx                                    | Jelle Nijdam            |
| 1993 | Danny Daelman                                     | Léon van Bon                                      | Bart Heirewegh          |
| 1994 | Etienne De Wilde                                  | Michel Cornelisse                                 | Werner van Rompaey      |
| 1995 | Jans Koerts                                       | Jo Planckaert                                     | Michel Cornelisse       |
| 1996 | Johan Capiot                                      | Robbie Vandaele                                   | Roger Hammond           |
| 1997 | Robbie Vandaele                                   | John Talen                                        | Jurgen Vermeersch       |
| 1998 | Etienne De Wilde                                  | Brian Jensen                                      | Jean-Pierre Heynderickx |
| 1999 | Etienne De Wilde                                  | John Talen                                        | Hans De Meester         |
| 2000 | Niko Eeckhout                                     | Linas Balčiūnas                                   | Fabien De Waele         |
| 2001 | Geert Omloop                                      | Julien Smink                                      | Mark Walters            |
| 2002 | Kevin Hulsmans                                    | Christoph von Kleinsorgen                         | Tom Boonen              |
| 2003 | Geert Omloop                                      | Christoph Roodhooft                               | Alain van Katwijk       |
| 2004 | Bert De Waele                                     | Dennis Haueisen                                   | Jürgen Roelandts        |
| 2005 | Kevin Van Impe                                    | Marcel Sieberg                                    | Steven Caethoven        |
| 2006 | Artur Gajek                                       | Niko Eeckhout                                     | Danilo Hondo            |
| 2007 | Steven de Jongh                                   | Baden Cooke                                       | Niko Eeckhout           |
| 2008 | Martin Pedersen                                   | Michael Tronborg                                  | Roy Curvers             |
| 2009 | Graeme Brown                                      | Robert Wagner                                     | Niko Eeckhout           |
| 2010 | Stefan van Dijk                                   | Kenny van Hummel                                  | Adam Blythe             |
| 2011 | Guillaume Van Keirsbulck                          | Stefan van Dijk                                   | Mark McNally            |
| 2012 | Marcel Kittel                                     | Adam Blythe                                       | Timothy Dupont          |
| 2013 | Marcel Kittel                                     | Nacer Bouhanni                                    | Jens Debusschere        |
| 2014 | Jelle Wallays                                     | Daniel Schorn                                     | Coen Vermeltfoort       |
| 2015 | Jens Debusschere                                  | Timothy Dupont                                    | Coen Vermeltfoort       |
| 2016 | Inställt                                          | Inställt                                          | Inställt                |
| 2017 | Tom Devriendt                                     | Maarten Wynants                                   | Brian van Goethem       |
| 2018 | Jonas Van Genechten                               | Jasper De Buyst                                   | Timothy Dupont          |
| 2019 | Max Walscheid                                     | Dries De Bondt                                    | Taco van der Hoorn      |
| 2020 | Inställt                                          | Inställt                                          | Inställt                |
| 2021 | Taco van der Hoorn                                | Gerben Thijssen                                   | Timothy Dupont          |
| 2022 | Jasper Philipsen                                  | Arnaud De Lie                                     | Dylan Groenewegen       |
| 2023 | Gerben Thijssen                                   | Dylan Groenewegen                                 | Cédric Beullens         |
| 2024 | Max Walscheid                                     | Dylan Groenewegen                                 | Pierre Barbier          |